# The Challenge: Carne Fresca II
The Challenge: Carne Fresca II (en su idioma original: The Challenge: Fresh Meat II) es la decimonovena temporada de The Challenge transmitido por MTV El Reto. Carne fresca II es la secuela dela duodécima temporada, Carne Fresca. Continuando con el formato del precursor original, Carne Fresca II también introdujo a participantes desconocidos quienes nunca habían aparecido en Real World o Road Rules.
Fue filmado en Whistler, Columbia Británica. Se estrenó el 7 de abril de 2010 y concluyó el 9 de junio de 2010, con un episodio de reunión.

## Elenco
Anfitrión: T. J. Lavin.
| Veterano           | Programa original                   | Alumno              | Edad | Ciudad natal             | Resultado     |
| ------------------ | ----------------------------------- | ------------------- | ---- | ------------------------ | ------------- |
| Landon Lueck       | Real World: Philadelphia            | Carley Johnson      | 25   | Las Vega, Nevada         | Ganadores     |
| Kenny Santucci     | Real World/Road Rules: Carne Fresca | Laurel Stucky       | 24   | Detroit, Míchigan        | Segundo Lugar |
| Jillian Zoboroski  | Road Rules: X-Treme                 | Pete Connolly       | 21   | Wellesley, Massachusetts | Tercer lugar  |
| Jenn Grijalva      | Real World: Denver                  | Noor Jehangir       | 24   | Austin, Texas            | Cuarto lugar  |
| Ryan Kehoe         | Real World/Road Rules: Carne Fresca | Theresa Gonzalez    | 24   | Milwaukee, Wisconsin     | Episodio 9/10 |
| Evelyn Smith       | Real World/Road Rules: Crane Fresca | Luke Wolfe          | 22   | Eugene, Oregón           | Episodio 8/9  |
| Wes Bergmann       | Real World: Austin                  | Mandi Moyer         | 21   | Portland, Oregón         | Episodio 7    |
| CJ Koegel          | Real World: Cancun                  | Sydney Walker       | 21   | Washington D. C.         | Episodio 6    |
| Danny Jamieson     | Real World: Austin                  | Sandy Kang          | 22   | Tacoma, Washington       | Episodio 5    |
| Katelynn Cusanelli | Real World: Brooklyn                | Brandon Nelson      | 25   | Jacksonville, Arkansas   | Episodio 4    |
| Paula Meronek      | Real World: Key West                | Jeff Barr           | 25   | Dallas, Texas            | Episodio 3    |
| Sarah Rice         | Real World Brooklyn                 | Vinny Foti          | 25   | Boston, Massachusetts    | Episodio 2    |
| Darrell Taylor     | Road Rules: Campus Crawl            | Cara Maria Sorbello | 23   | Methuen, Massachusetts   | Episodio 1    |

## Formato
Carne fresca II sigue el mismo formato que su antecesor original, Carne Fresca. La diferencia única en formato es que los equipos no participan en un desafío de seguimiento con anterioridad a la eliminación de Exilio. Por tanto, los equipos nominados para el exilio no tienen una posibilidad de salvarse.
En la competencia final, cuatro equipos competirán en el desafío final.El equipo ganador recibe $200.000, el segundo lugar $60.000, el tercer lugar $40.000 y  el último no gana nada.

## Equipos
| N° Elección | Veterano           | Elección del veterano | Equipo               |
| ----------- | ------------------ | --------------------- | -------------------- |
| 1           | Darrell Taylor     | Cara Maria Sorbello   | Darrell & Cara Maria |
| 2           | Jenn Grijalva      | Noor Jehangir         | Jenn & Noor          |
| 3           | Kenny Santucci     | Laurel Stucky         | Kenny & Laurel       |
| 4           | Danny Jamieson     | Sandy Kang            | Danny & Sandy        |
| 5           | Wes Bergmann       | Mandi Moyer           | Wes & Mandi          |
| 6           | Ryan Kehoe         | Theresa Gonzalez      | Ryan & Theresa       |
| 7           | CJ Koegel          | Sydney Walker         | CJ & Sydney          |
| 8           | Landon Lueck       | Carley Johnson        | Landon & Carley      |
| 9           | Paula Meronek      | Jeff Barr             | Paula & Jeff         |
| 10          | Sarah Rice         | Vinny Foti            | Sarah & Vinny        |
| 11          | Jillian Zoboroski  | Pete Connolly         | Jillian & Pete       |
| 12          | Katelynn Cusanelli | Brandon Drake Nelson  | Katelynn & Brandon   |
| 13          | Evelyn Smith       | Luke Wolfe            | Evelyn & Luke        |

## Resumen de juego

### Tabla de eliminación
| Episodios | Episodios             | Ganadores | Ganadores       | Participantes del Exilio                                                     | Participantes del Exilio                                                     | Participantes del Exilio                                                     | Participantes del Exilio                                                     | Juego del Exilio                                                             | Resultado de exilio                                                          | Resultado de exilio                                                          | Resultado de exilio                                                          | Resultado de exilio                                                          |                                                                              |
| #         | Reto                  | Ganadores | Ganadores       | Elección delganador                                                          | Elección delganador                                                          | Votado                                                                       | Votado                                                                       | Juego del Exilio                                                             | Ganadores                                                                    | Ganadores                                                                    | Eliminados                                                                   | Eliminados                                                                   |                                                                              |
| --------- | --------------------- | --------- | --------------- | ---------------------------------------------------------------------------- | ---------------------------------------------------------------------------- | ---------------------------------------------------------------------------- | ---------------------------------------------------------------------------- | ---------------------------------------------------------------------------- | ---------------------------------------------------------------------------- | ---------------------------------------------------------------------------- | ---------------------------------------------------------------------------- | ---------------------------------------------------------------------------- | ---------------------------------------------------------------------------- |
| 1         | Boca sucia            |           | Kenny & Laurel  |                                                                              | Darrell & Cara Maria                                                         |                                                                              | Jillian & Pete                                                               | Perdió & Encontrado                                                          |                                                                              | Jillian & Pete                                                               |                                                                              | Darrell & Cara Maria                                                         |                                                                              |
| 2         | I'll Be There For You |           | Landon & Carley |                                                                              | Kenny & Laurel                                                               |                                                                              | Sarah & Vinny                                                                | Peso Para mí                                                                 |                                                                              | Kenny & Laurel                                                               |                                                                              | Sarah & Vinny                                                                |                                                                              |
| 3         | Agua Logged           |           | Kenny & Laurel  |                                                                              | Evelyn & Luke                                                                |                                                                              | Paula & Jeff                                                                 | Perdió & Encontrado                                                          |                                                                              | Evelyn & Luke                                                                |                                                                              | Paula & Jeff                                                                 |                                                                              |
| 4         | Rey De La Pared       |           | Kenny & Laurel  |                                                                              | CJ & Sydney                                                                  |                                                                              | Katelynn & Brandon                                                           | N/A                                                                          | N/A                                                                          | N/A                                                                          | N/A                                                                          | N/A                                                                          |                                                                              |
| 5         | Gota Fuera            |           | Kenny & Laurel  |                                                                              | Danny & Sandy                                                                |                                                                              | Jillian & Pete                                                               | Perdió & Encontrado                                                          |                                                                              | Jillian & Pete                                                               |                                                                              | Danny & Sandy                                                                |                                                                              |
| 6         | Estilo de vuelta      |           | Jillian & Pete  |                                                                              | Landon & Carley                                                              |                                                                              | CJ & Sydney                                                                  | Peso Para mí                                                                 |                                                                              | Landon & Carley                                                              |                                                                              | CJ & Sydney                                                                  |                                                                              |
| 7         | Airheads              |           | Landon & Carley |                                                                              | Wes & Mandi                                                                  |                                                                              | Evelyn & Luke                                                                | Perdió & Encontrado                                                          |                                                                              | Evelyn & Luke                                                                |                                                                              | Wes & Mandi                                                                  |                                                                              |
| 8/9       | Wrecking Pelota       |           | Jenn & Noor     |                                                                              | Evelyn & Luke                                                                |                                                                              | Landon & Carley                                                              | Weight For Me: Black Out                                                     |                                                                              | Landon & Carley                                                              |                                                                              | Evelyn & Luke                                                                |                                                                              |
| 9/10      | Obstáculo             |           | Kenny & Laurel  | Jenn & Noor Vs. Ryan & Theresa                                               | Jenn & Noor Vs. Ryan & Theresa                                               | Jenn & Noor Vs. Ryan & Theresa                                               | Jenn & Noor Vs. Ryan & Theresa                                               | Peso Para mí: Negro Fuera                                                    |                                                                              | Jenn & Noor                                                                  |                                                                              | Ryan & Theresa                                                               |                                                                              |
| 10        | Reto final            |           | Landon & Carley | 2.º sitio: Kenny & Laurel; 3.º sitio: Jillian & Pete; 4.º sitio: Jenn & Noor | 2.º sitio: Kenny & Laurel; 3.º sitio: Jillian & Pete; 4.º sitio: Jenn & Noor | 2.º sitio: Kenny & Laurel; 3.º sitio: Jillian & Pete; 4.º sitio: Jenn & Noor | 2.º sitio: Kenny & Laurel; 3.º sitio: Jillian & Pete; 4.º sitio: Jenn & Noor | 2.º sitio: Kenny & Laurel; 3.º sitio: Jillian & Pete; 4.º sitio: Jenn & Noor | 2.º sitio: Kenny & Laurel; 3.º sitio: Jillian & Pete; 4.º sitio: Jenn & Noor | 2.º sitio: Kenny & Laurel; 3.º sitio: Jillian & Pete; 4.º sitio: Jenn & Noor | 2.º sitio: Kenny & Laurel; 3.º sitio: Jillian & Pete; 4.º sitio: Jenn & Noor | 2.º sitio: Kenny & Laurel; 3.º sitio: Jillian & Pete; 4.º sitio: Jenn & Noor | 2.º sitio: Kenny & Laurel; 3.º sitio: Jillian & Pete; 4.º sitio: Jenn & Noor |

### Progreso del Exilio
|  | Landon & Carley      | SEGUROS    | GANA       | SEGUROS    | SEGUROS        | SEGUROS    | EXILIO     | GANA       | EXILIO     | SEGUROS    | GANADORES |  |  |  |  |
|  | Kenny & Laurel       | GANA       | EXILIO     | GANA       | GANA           | GANA       | SEGUROS    | SEGUROS    | SEGUROS    | GANA       | SEGUNDOS  |  |  |  |  |
|  | Jillian & Pete       | EXILIO     | SEGUROS    | SEGUROS    | SEGUROS        | EXILIO     | GANA       | SEGUROS    | SEGUROS    | SEGUROS    | TERCEROS  |  |  |  |  |
|  | Jenn & Noor          | SEGUROS    | SEGUROS    | SEGUROS    | SEGUROS        | SEGUROS    | SEGUROS    | SEGUROS    | GANA       | EXILIO     | CUARTOS   |  |  |  |  |
|  | Ryan & Theresa       | SEGUROS    | SEGURO     | SEGUROS    | SEGUROS        | SEGUROS    | SEGUROS    | SEGUROS    | SEGUROS    | ELIMINADOS |           |  |  |  |  |
|  | Evelyn & Luke        | SEGUROS    | SEGUROS    | EXILIO     | SEGUROS        | SEGUROS    | SEGUROS    | EXILIO     | ELIMINADOS |            |           |  |  |  |  |
|  | Wes & Mandi          | SEGUROS    | SEGUROS    | SEGUROS    | SEGUROS        | SEGUROS    | SEGUROS    | ELIMINADOS |            |            |           |  |  |  |  |
|  | CJ & Sydney          | SEGUROS    | SEGUROS    | SEGUROS    | EXILIO         | SEGUROS    | ELIMINADOS |            |            |            |           |  |  |  |  |
|  | Danny & Sandy        | SEGUROS    | SEGUROS    | SEGUROS    | SEGUROS        | ELIMINADOS |            |            |            |            |           |  |  |  |  |
|  | Katelynn & Brandon   | SEGUROS    | SEGUROS    | SEGUROS    | DESCALIFICADOS |            |            |            |            |            |           |  |  |  |  |
|  | Paula & Jeff         | SEGUROS    | SEGUROS    | ELIMINADOS |                |            |            |            |            |            |           |  |  |  |  |
|  | Sarah & Vinny        | SEGUROS    | ELIMINADOS |            |                |            |            |            |            |            |           |  |  |  |  |
|  | Darrell & Cara Maria | ELIMINADOS |            |            |                |            |            |            |            |            |           |  |  |  |  |

## Equipos por episodios
| Equipo Kenny & Laurel | Equipo Kenny & Laurel | Equipo Ryan & Theresa | Equipo Ryan & Theresa | Equipo Jenn & Noor | Equipo Jenn & Noor | Equipo Wes & Mandi | Equipo Wes & Mandi |
| --------------------- | --------------------- | --------------------- | --------------------- | ------------------ | ------------------ | ------------------ | ------------------ |
|                       | Kenny & Laurel        |                       | Ryan & Theresa        |                    | Jenn & Noor        |                    | Wes & Mandi        |
|                       | Jillian & Pete        |                       | Landon & Carley       |                    | Evelyn & Luke      |                    | CJ & Sydney        |

## Episodios

### Reunión especial
"The Challenge: Carne Fresca II Reencuentro" salió al aire después del episodio final, fue conducido por Maria Menounos el 9 de junio de 2010. Contó con la aparición de los miembros de reparto Kenny, Wes, Mandi, Carley, Landon, Jenn, Pete, Theresa, Ryan, Ev, Laurel, Noor, Danny y Jillian.

## Después de filmar
En 2015, Carley Johnson contrajo nupcias con Brandon Mundt en Islandia.
El 5 de diciembre de 2015, Theresa González y T. J. Jones dieron la bienvenida a su hija, Easton Kaia, seguido por su primer hijo, Maddox, en abril de 2019. A principios de 2021, Theresa anunció que estaba a la espera de su segunda hija.
En 2017, Laurel Stucky apareció en Fear Factor, al igual que Aneesa Ferreira. En 2019,  fue parte de Ex on the Beach Estados Unidos 4 como la exnovia de la participante de The Challenge: Invasión de los Campeones, Nicole Zanatta En 2020,  reveló haber sido víctima de agresión sexual a la edad de 21 años.
En 2017, Pete Connolly se casó con Siobhan Burke en South Lake Tahoe.
En 2018, Cara Maria Sorbello apareció en Fear Factor al lado del participante de The Challenge, Chris Tamburello. Ese mismo año, también apareció en How Far Is Tattoo Far? con su novio Paulie Calafiore, quién debutó en The Challenge: Cálculo Final. En 2019, Sorbello también fue parte de Juego de Clones.
En 2018, Vinny Foti fue hospitalizado después de padecer un paro cardíaco. Está casado con Krista Foti y tienen dos hijas.

### Desafíos siguientes
| Noavato             | Desafíos siguientes | Desafíos ganados                    | Dinero ganado |
| ------------------- | --- | ----------------------------------- | ------------- |
| Brandon Nelson      | Asesino, Rivales, Batalla de las Temporadas (2012), Agentes Libres | –                                   | $0            |
| Cara Maria Sorbello | Asesino, Rivales, Batalla de los Exes, Batalla de las Temporadas (2012), Rivales II, Agentes Libres, Batalla de las Líneas de Sangre, Invasión de los Campeones, XXX: Sucios 30, Vendettas, Cálculo Final, La Guerra de los Mundos, La Guerra de los Mundos 2 | Battle of the Bloodlines, Vendettas | $602,250      |
| Cara Maria Sorbello | Campeones vs. Profesionales | Champs vs. Pros                     | $50,000       |
| Carley Johnson      | – | Fresh Meat II                       | $100,000      |
| Jeff Barr           | – | –                                   | $0            |
| Laurel Stucky       | Asesino, Rivales, Agentes Libres, Invasión de los Campeones, La Guerra de los Mundos 2 | Free Agents                         | $201,000      |
| Luke Wolfe          | Asesino | –                                   | $20,000       |
| Mandi Moyer         | Asesino, Rivales, Batalla de los Exes | –                                   | $0            |
| Noor Jehengir       | – | –                                   | $0            |
| Pete Connolly       | – | –                                   | $20,000       |
| Sandy Kang          | – | –                                   | $0            |
| Sydney Walker       | – | –                                   | $0            |
| Theresa Gonzalez    | Asesino, Rivales, Rivales II, Agentes Libres, Batalla de los Exes II, Agentes Dobles | –                                   | $41,500       |
| Vinny Foti          | Asesino, Batalla de los Exes | –                                   | $0            |

- En negrita:El participante llegó a al Desafío Final en esa temporada.